# Liberty Global
Liberty Global Ltd. es una empresa multinacional de telecomunicaciones británica-neerlandesa-estadounidense con domicilio en Bermudas y con sedes en Londres, Ámsterdam y Denver. Sus respectivos nombres legales son Liberty Global Holdings Limited (Reino Unido), Liberty Global B.V. (Países Bajos) y Liberty Global, Inc. (Estados Unidos), siendo la primera de ellas una empresa cotizada en bolsa. Se formó en 2005 mediante la fusión de la división internacional de Liberty Media (a su vez, una escisión del grupo de televisión por cable estadounidense TCI) y UnitedGlobalCom (UGC).
Liberty Global tuvo ingresos anuales de 11 500 millones de dólares en 2019, con operaciones en seis países y 9860 empleados en 2024. Tiene 10.8 millones de suscriptores de servicios de cable, o 25,3 millones de unidades de generación de ingresos (RGU), que combinan clientes de video, internet y voz.

## Historia
Liberty Global Inc. se fundó en 2005 cuando Liberty Media International, Inc. (LMI) y UnitedGlobalCom, Inc. (UGC) se fusionaron. LMI y UGC se convirtieron en subsidiarias de Liberty Global. El fundador de UGC fue Gene Schneider. UGC también se formó a partir de adquisiciones. United International Holding, posteriormente llamada UGC, adquirió el 50% de UPC al grupo electrónico neerlandés Philips en 1995, y el 100% en 1997.
La nueva entidad tenía operaciones en 18 países y redes en aproximadamente 23 millones de hogares, lo que la convertía en una de las compañías de servicios de banda ancha más grandes del mundo.
Liberty adquirió la empresa alemana Unitymedia en noviembre de 2009 por 5200 millones de dólares estadounidenses. En 2010, Liberty vendió su participación en Jupiter Telecommunications, un proveedor japonés de servicios de telecomunicaciones.
El 9 de noviembre de 2012, Liberty Global adquirió la compañía de cable con sede en Puerto Rico OneLink Communications.
En enero de 2013, Liberty Global aumentó su participación en Telenet, con sede en Bélgica, del 50,2% al 58%. En junio de 2013, Liberty Global compró el grupo de cable británico Virgin Media por 24 mil millones de dólares en efectivo y acciones. The New York Times destacó la adquisición como uno de los 10 acuerdos de cable más grandes de todos los tiempos. Se informó que esta adquisición convertiría a Liberty Global en la empresa de banda ancha más grande del mundo. En octubre de 2013, Liberty acordó vender Chellomedia por 1035 millones de dólares, excepto su unidad Benelux, a AMC Networks.
Liberty Global anunció en enero de 2014 que adquiriría la compañía de cable neerlandesa Ziggo por 10 000 millones de euros. La adquisición se completó en noviembre de 2014, cuando los servicios de UPC Nederland comenzaron a fusionarse en el nuevo negocio.Liberty Global y Discovery Communications se convirtieron en copropietarios de All3Media en mayo de 2014 en un acuerdo conjunto de £500 millones.En julio de 2014, Liberty Global compró una participación del 6,4% en ITV plc, valorada en 481 millones de libras esterlinas. La participación de Liberty en la empresa aumentó al 9.9% en julio de 2015.

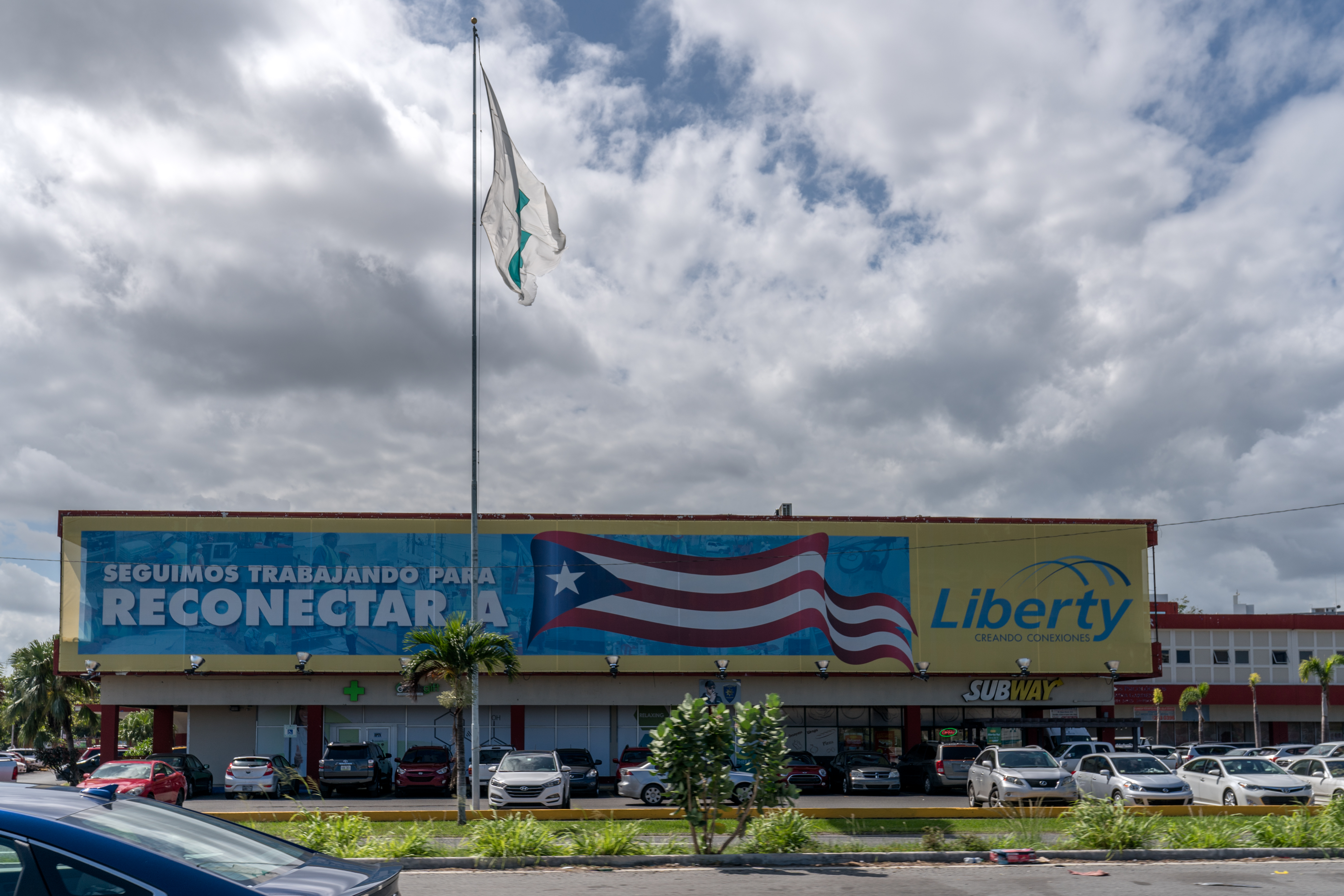
Letrero de reconstrucción de Liberty Puerto Rico en San Juan, Puerto Rico

En noviembre de 2015, Liberty Global anunció la adquisición de Cable & Wireless Communications. La operación, valorada en 5300 millones de dólares, amplió la presencia de Liberty Global en el Caribe y en la mayor parte de América Latina. La compra se completó en mayo de 2016. En 2015, Liberty estableció la acción Liberty Latin American & Caribbean (LiLAC) centrándose en Panamá y el Caribe con activos en Chile y Puerto Rico. La empresa también poseía una participación del 49% en la compañía de telecomunicaciones trinitense TSTT, de propiedad estatal mayoritaria, de la que finalmente se vio obligada a desprenderse porque la propia empresa compite con la filial trinitense de propiedad absoluta de Liberty, FLOW Trinidad.Liberty Global y Discovery Communications pagaron aproximadamente 195 millones de dólares por una participación del 3.4% en Lions Gate Entertainment Group en noviembre de 2015. El director ejecutivo de Liberty, Mike Fries, se unió a la junta directiva de Lionsgate como parte de la adquisición.
Liberty invirtió £7.5 millones en la red de cable de banda ancha global Technetix en julio de 2016. En noviembre de 2016, Virgin Media, filial de Liberty Global, lanzó su decodificador V6 habilitado para Netflix y otras aplicaciones.Liberty Global también ocupó el puesto 88 en la lista de Forbes «Las empresas más innovadoras del mundo» en 2016.
A finales de 2017, Liberty Global anunció la decisión de vender sus operaciones en Austria, UPC Austria (el mayor operador de cable del país), a T-Mobile Austria por 1 900 millones de euros, que luego pasó a llamarse Magenta Telekom.
En enero de 2018, Liberty Latin America se separó de Liberty Global. La nueva empresa que cotiza en bolsa, Liberty Latin America Ltd., opera de forma independiente en partes del Caribe y Sudamérica.
El 9 de mayo de 2018, Liberty Global anunció la venta de sus operaciones en Alemania, Hungría, Rumania y la República Checa a Vodafone por 19 mil millones de euros (22.7 mil millones de dólares)y la venta se cerró por 21 300 millones de dólares en julio de 2019. Todas estas operaciones, que antes se denominaban UPC (Unitymedia en Alemania), pasaron a llamarse Vodafone. En diciembre de 2018, Liberty Global anunció la venta de sus operaciones de televisión por satélite DTH en Hungría (UPC Direct), República Checa, Eslovaquia (ambas denominadas freeSAT) y Rumanía (Focus Sat) al M7 Group. Bajo el M7 Group, las operaciones checas y eslovacas se integraron con Skylink, las operaciones húngaras adoptaron el nombre y logotipo de Direct One, mientras que las operaciones rumanas conservaron su nombre, cambiando únicamente su logotipo para que coincida con el de su nueva empresa matriz.
En 2019, Liberty Global anunció una iniciativa para ofrecer banda ancha con velocidades de 1 Gbps en varias ciudades europeas a través del programa GigaCities de la compañía.
En agosto de 2020, Liberty Global anunció que compraría Sunrise Communications AG por 7400 millones de dólares. La empresa intentó adquirir Sunrise Communications varias veces; según Mike Fries, director ejecutivo de Liberty Global, «no era una cuestión de "¿es un buen negocio?", sino de cómo se haría». El 11 de noviembre, Sunrise se convirtió en una subsidiaria de Liberty Global.
En septiembre de 2021, Liberty Global anunció la venta de sus operaciones polacas a la filial del Iliad Group, Play (P4), por 1800 millones de dólares y la transacción se cerró el 1 de abril de 2022.
En julio de 2023, los accionistas de Liberty Global votaron abrumadoramente a favor de que Liberty Global se trasladara del Reino Unido a Bermudas. En noviembre de ese año, Liberty Global completó el cambio de domicilio.
En noviembre de 2024, Liberty Global anunció la finalización de la operación de escisión de Sunrise. Esta transacción convirtió a Sunrise en una entidad pública independiente, operando de forma autónoma en el mercado de telecomunicaciones suizo. Esta medida permitió a los accionistas de Liberty Global participar directamente en el desempeño futuro de Sunrise.

### Fusión con Vodafone en los Países Bajos
En junio de 2015, Vodafone confirmó las conversaciones con Liberty Global centradas en posibles asociaciones, pero negó que estuviera en proceso una fusión completa.En septiembre de 2015, Liberty Global invirtió en Guavus, una empresa de análisis de datos. En febrero de 2016, se anunció que Vodafone y Liberty Global fusionarían sus operaciones en los Países Bajos. La filial neerlandesa de Liberty, Ziggo, trabajaría con la red móvil de Vodafone. Vodafone pagó a Liberty 1000 millones de euros como parte de la empresa conjunta valorada en 3500 millones de eurosy el acuerdo fue aprobado por la Comisión Europea en agosto de 2016. El 31 de diciembre de 2016, se completó la fusión propuesta de las operaciones neerlandesas de Liberty Global y Vodafone Group, dando como resultado una empresa conjunta llamada VodafoneZiggo Group Holding B.V.

### Innovaciones e inversiones
Entre 2013 y 2016, Liberty Global invirtió 14 500 millones de euros en infraestructura, incluidas inversiones para llevar internet de alta velocidad a cuatro millones más de hogares europeos mediante nuevas construcciones y mejoras.
En octubre de 2017, Liberty Global inauguró el Centro de Innovación Telenet en Bruselas, su segundo centro de innovación junto con el Tech Campus cerca de Ámsterdam. El Centro de Innovación se centra en probar soluciones de Internet of Things (IoT) y tecnologías móviles, incluida la introducción y preparación de redes 5G.

### Propiedades de video
Liberty Global ha ofrecido Netflix en 30 países de Europa, América Latina y el Caribe y otras plataformas de video bajo demanda como MaxDome en Alemania, Play y Play More en Bélgica y MyPrime en Polonia, República Checa, Eslovaquia, Irlanda, Suiza y los Países Bajos.
En 2017, Liberty Global se asoció con la filial Lionsgate y el canal premium filial Starz en la serie de televisión, The Rook. El programa, que se estrenó en el verano de 2019, es una adaptación de Stephenie Meyer de la novela homónima escrita por Daniel O'Malley.
En febrero de 2018, Liberty Global anunció una asociación con Amazon Prime Video para la serie de televisión llamada The Feed, que se estrenó en 2019. El programa fue coproducido en asociación con la división Amazon Studios y se lanzó como un programa a pedido en Europa, América Latina y Norteamérica.